# Асташин, Егор Фролович
Егор Фролович Асташин (31 августа 1918, д. Клечатово, Смоленская губерния  — 11 ноября 1987, Москва) — полковник Советской Армии, участник Великой Отечественной войны, Герой Советского Союза (1943).

## Биография
Егор Фролович Асташин родился 31 августа 1918 года в деревне Клечатово (ныне — Рогнединский район Брянской области) в крестьянской семье. После окончания педагогического училища в городе Жиздра Калужской области работал учителем. В 1939 году Асташин был призван на службу в Рабоче-крестьянскую Красную Армию. Принимал участие в походе в Бессарабию в 1940 году. В 1941 году окончил Харьковское военно-политическое училище, в 1942 году — курсы командиров рот при Военной академии имени Фрунзе. В 1942 году вступил в ВКП(б).
С августа 1942 года — на фронтах Великой Отечественной войны. К осени 1943 года гвардии капитан Егор Асташин командовал батальоном 184-го гвардейского стрелкового полка 62-й гвардейской стрелковой дивизии 37-й армии Степного фронта. Отличился во время битвы за Днепр. В конце сентября 1943 года батальон под командованием Асташина форсировал реку и захватил несколько высот на правом берегу у села Мишурин Рог Верхнеднепровского района Днепропетровской области. Противник предпринял несколько ожесточённых контратак, но батальон удержал плацдарм, уничтожив 8 танков и около 300 немецких солдат и офицеров.
Указом Президиума Верховного Совета СССР от 20 декабря 1943 года гвардии капитан Егор Асташин был удостоен высокого звания Героя Советского Союза с вручением ордена Ленина и медали «Золотая Звезда».
После окончания войны в 1945 году окончил курсы «Выстрел», в 1950 году — Военную академию имени Фрунзе. В 1979 году в звании полковника вышел в отставку. Проживал и работал в Москве. Умер 11 ноября 1987 года, похоронен в колумбарии на Ваганьковском кладбище.
Также награждён орденом Александра Невского, орденами Отечественной войны 1-й и 2-й степеней, двумя орденами Красной Звезды, рядом медалей.
Имя Егора Фроловича Асташина носит средняя образовательная школа и центральный бульвар поселка Рогнедино Брянской области. В посёлке Дубровка Брянской области в память об Асташине установлена мемориальная доска.